# Rândunică cu coadă scurtă
Rândunica cu coadă scurtă (Psalidoprocne nitens) este o specie de pasăre din familia Hirundinidae. Se găsește în Angola, Camerun, Republica Centrafricană, Republica Congo, Republica Democratică Congo, Coasta de Fildeș, Guineea Ecuatorială, Gabon, Ghana, Guineea, Liberia, Nigeria și Sierra Leone.

## Subspecii
În prezent există două subspecii recunoscute.
- P. n. nitens, subspecia nominalizată, care apare în Guineea, Sierra Leone, Coasta de Fildeș, Ghana, Togo, Nigeria, Gabon, Congo și Angola
- P. n. centralis, care apare în nord-estul Republicii Democrate Congo.